# 腦砂
腦砂（Corpora arenacea、brain sand、acervuli、corpus arenaceum）是松果體和脈絡叢等大腦區域的鈣化結構。年老的生物體內有許多的腦砂，其功能暫時是未知的。腦砂的濃度會隨著生物體年齡的增長而增加，因此隨著時間的流逝，通常在第三十年或第四十年中，松果體在X射線的照射下會變得越來越明顯。 它們有時在影像診斷學中用作解剖標誌物。有化學分析表明，它們由羥磷灰石、碳酸鈣、磷酸鎂、磷酸銨及方解石沉積物組成。

## 外部連結
- Histology image: 14401loa – 波士顿大学的组织学学习系统
- Histology image: 41_03 at the University of Oklahoma Health Sciences Center - "Pineal gland"